# Najeh Belkhiria Karoui
Najeh Belkhiria Karoui est une femme politique tunisienne. Elle est secrétaire d'État auprès du ministre des Affaires sociales, de la Solidarité et des Tunisiens à l'étranger tunisien (successivement Hédi M'henni, Chédli Neffati, Ali Chaouch et Naceur El Gharbi) entre 2001 et 2011, chargée de la Promotion sociale à partir de 2004.